# Јапански носачи авиона класе Џунјо
Носачи авиона класе Џунјо (погрешно Џуњо, Ђунјо и Ђуњо) јапански су носачи авиона из периода Другог светског рата.

## Историја пројекта
Бродови су почели да се граде као путнички током 1939. године и требало је да служе за Токијску олимпијаду 1940. године. Пројектовани су у оквиру тајног флотног програма и требало је да се у нужди брзо преправе у носаче авиона. Зато је приватна фирма „Нипон Јусен Кајса“ добила поруџбину од јапанске владе за градњу два брода. Градња бродова је почела у Кавасакијевом бродоградилишту у Кобеу и Мицубишијевом у Нагасакију. При пуном депласману од 27.000 тона, требало је да путнички бродови остваре максималну брзину од 24 kn (44 km/h). Августа 1940. године, док су се бродови налазили још на доковима, јапанска влада реквизира оба брода и започиње њихова преправка у носаче авионе. Нови бродови су добили имена Џунјо и Хијо.
| Име                   | Место градње | Почетак градње     | Поринуће      | Примљен у флоту |
| --------------------- | ------------ | ------------------ | ------------- | --------------- |
| Кашивара Мару (Џунјо) | Нагасаки     | 20. март 1939.     | 26. јун 1941. | 3. мај 1942.    |
| Изуму Мару (Хијо)     | Кобе         | 30. новембар 1939. | 24. јун 1941. | 20. јул 1942.   |

Сама конструкција путничких бродова била је предвиђена за преправку у носач авиона. Труп је ојачан а подводни део је подељен на велики број водонепропусних комора. Систем за гашење пожара такође је значајно побољшан у поређењу са осталим јапанским путничким бродовима. Извесне потешкоће постојале су приликом постављања хангара на два нивоа испод палубе, но проблем је решен, када је отказана градња бродова као путничких. Први пут су јапански конструктори решили да обједине острвску надградњу са димњаком. Димњак је био нагнут под углом од 26° у односу на труп, и на тај начин је смањено задимљавање командног моста. Енергетско постројење је модификовано, како би се увеличала брзина бродова. Да би се уштедело на времену, остављене су већ постојеће парне турбине, али су бродови добили нове парне котлове, који су били знатно снажнији од оних који су се предвиђали за путничке бродове. На носачу Хијо постављена су 4 нова котла „Канпон“, од предвиђених 6, док су остала два била стара Мицубишијева, а Џунјо је добио свих 6 нових котлова. Полетна палуба је поплочена дрвеним плочама и повезана је са хангаром посредством два једнака авио-лифта. Над хангарном палубом се налазила оклопна плоча дебљине 20 mm, која се у рејонима машинских и котловских одељења повећавала на 70 mm. Резервоари са авио-бензином су заштићени вертикалним плочама дебљине 25 mm. Бродови су добили по један од првих јапанских радара за откривање ваздушних циљева.

## Тактичко технички подаци
| Стандардна тежина:         | 24.140 тона                           |
| Пуна тежина:               | 28.300 тона                           |
| Дужина:                    | 219.30 метара                         |
| Ширина:                    | 27.30 метара                          |
| Газ (средњи):              | 8.20 метара                           |
| Полетна палуба:            | 210.30×27.30 метара                   |
| Погон:                     | 6 котла „Канпон“                      |
| Снага:                     | 56.630. КС (2 парне турбине)          |
| Брзина:                    | 25,63 kn (47,47 km/h)                 |
| Даљина пловљења:           | 10.000 наутичких миља/18 kn (33 km/h) |
| Количина горива:           | 4100 тона нафте                       |
| Посада:                    | 2400 човека                           |
| Универзална артиљерија:    | 6×2 топа 127                          |
| Противавионска артиљерија: | 8×3 топа 25                           |
| Авиогрупа:                 | 48+7                                  |
| Ловци:                     | 12+3 А6М2                             |
| Обрушавајући бомбардери:   | 18+2 Б5Н2                             |
| Торпедни бомбардери:       | 18+2 Д3А2                             |

## Модернизација

### Хијо
Током августа 1942. године састав авио-групе је промењен и чинили су је 21+3 А6М2; 9+2 Б5Н2 и 18 Д3А2. Маја месеца 1944. године, број против-авионских топова је повећан на 16 топа 127 mm и 49 топа 25 mm. У свој последњој борби јуна 1944. године, носач је носио 25 А6М5; 18 Д3А2 и 6 Б6Н1.

### Џунјо
У време битке за Мидвеј, бродска авио-група је бројала 45 авиона; 24 А6М2 и 21 Д3А1, а августа 1942. године авио-група се састојала од 21+3 А6М2; 9+2 Б5Н2 и 18 Д3А2. Током пролећа 1944. године заштита резервоара са авио-бензином и миницијских магацина допунски је појачана бетонским блоковима. Носач авиона је добио нове авионе у јулу 1944. године и тада се на броду налазило 27 А6М5; 6 Б6Н1; 9 Д3А2 и 9 Д4Ј1. Следећег месеца повећано је против-авионско наоружање, када је број против-авионских топова 25 mm повећан на 65, а допунски је постављено и 4 против-авионска митраљеза од 13 mm. Октобра исте године, поново су додати против-авионски топови од 25 mm, и њихов број је нарастао на 19×3 + 2×2 + 30×1, а тада су на броду постављена и 6 уређаја са по 28 невођених ракета од 120 mm. Истог месеца на броду је постављен и радар за управљање ватром. 

## Служба

### Хијо
Носач авиона Хијо улази у строј 20. јула 1942. године и првобитно је коришћен за обуку пилота палубне авијације. Октобра 1942. године уврштен је у састав 2. дивизије носача авиона. Узима учешће у бици код острва Санта Круз, међутим 22. октобра 1942. године квари се бродски механизам и до краја године се налази на ремонту. Током јануара и фебруара 1943. године Хијо учествује у евакуацији војске са Гвадалканала, а након тога се користи као авио-транспортер. Дана, 10. јуна 1943. године, торпедован је од америчке подморнице Тригер и на ремонту је до 15. септембра 1943. године, када поново почиње да се користи као авио-транспортер. Маја 1944. године комплетиран је авионима и уврштен поново у састав 2. дивизије носача авиона. У бици за Маријанска острва јуна 1944. године, губи 42 авиона своје авио-групе и добија два торпедна поготка при нападу авиона са америчких носача авиона. Посада га сама потапа у 20:32, 20. јуна 1942. године.

### Џунјо
Носач авиона Џунјо је уписан у списак Комбиноване флоте 5. маја 1942. године и уврштен је у састав 4. дивизије носача авиона. Следећег месеца узима учешће у операцијама „МО“ и „АЛ“. Током октобра исте године прелази у састав 2. дивизије носача авиона, где оперише заједно са носачима авиона Хијо и Рјуџо. Дана, 26. октобра учествује у бици код острва Санта Круз, где његови авиони оштећују амерички носач авиона Хорнет. Децембра исте године учествује у операцијама око Нове Гвинеје. Током 1943. године, користи се као авио-транспортер. Дана, 5. новембра 1943. године, брод је торпедовала америчка подморница Халибут и на ремонту је до марта 1944. године. Маја 1944. године попуњен је авионима и улази у састав 2. дивизије носача авиона. У бици за Маријанска острва губи 26 својих авиона и оштећен је у нападу америчких авиона са носача авиона. Након тога је на ремонту до 21. септембра 1944. године, а затим улази у састав 4. дивизије носача авиона. Не учествује у борби због несташице обучених пилота и зато се користи као авио-транспортер. Дана, 9. децембра 1944. године торпедован је у близини Сасеба од америчке подморнице. На ремонту остаје до маја 1945. године, након чега је употреба оцењена као неисплатива и посада је расформирана, а брод послат у резерву. Брод је послат на резање које је трајало од 1. јуна 1946. до 1. августа 1947. године.